# Божевци
Божевци (болг. Божевци) — село в Болгарии. Находится в Сливенской области, входит в общину Сливен. Население составляет 229 человека.

## Политическая ситуация
В местном кметстве Божевци, в состав которого входит Божевци, должность кмета (старосты) исполняет Христо Генчев Стефанов (Болгарская социалистическая партия) по результатам выборов.
Кмет (мэр) общины Сливен — Стефан Николов Радев (ГЕРБ) по результатам выборов в правление общины.